# Памятник Владимиру Великому (Белгород)
Па́мятник Равноапо́стольному Кня́зю Влади́миру в Бе́лгороде — монумент, расположенный на северной оконечности Харьковской горы с восточной стороны проспекта Ватутина вблизи его пересечения с улицей Костюкова. Скульптор Вячеслав Клыков, архитектор Виталий Перцев. Был открыт 4 августа 1998 года накануне 55-летия освобождения Белгорода от немецких войск и в преддверии 2000-летия Рождества Христова.
Является крупнейшим памятником Белгорода и крупнейшим в мире памятником князю Владимиру (второй по величине памятник князю Владимиру в Киеве имеет высоту 20 м, что на 2,5 ниже памятника в Белгороде; фигура князя в Киеве имеет высоту 4,4 м, тогда как белгородская фигура князя имеет высоту 7,5 м).

## История создания
Князь Владимир условно считается основателем города Белгорода, хотя документальных подтверждений этому нет. В 1990-е годы по согласованию с государственными властями Белгорода было принято решение установить в городе памятник Владимиру. Для работ был приглашен скульптор Вячеслав Клыков, который в 1995 году уже участвовал в сооружении в Белгородской области храма-звонницы на Прохоровском поле.
Средства на сооружение памятника были собраны за счёт добровольных пожертвований и средств спонсоров. Памятник был выполнен в технике выколотки, на Калужской скульптурной фабрике. В 1998 году памятник был перевезён в Белгород и установлен на Харьковской горе. Строительством памятника руководил будущий заместитель главы администрации самоуправления Белгородской области Василий Болтенков, в сооружении памятника также принимал участие помощник скульптора Вячеслава Клыкова Владимир Тальков, старший брат музыканта и поэта Игоря Талькова. 4 августа 1998 года памятник был торжественно открыт. Открытие было приурочено ко дню освобождения Белгорода от немецких войск (5 августа) и 2000-летию Рождества Христова.
Памятник князю Владимиру считается одним из символов современного города Белгорода.

## Технические характеристики
Высота памятника от поверхности земли составляет 22,5 метра, из них 15 метров составляет постамент и 7,5 метров — скульптура князя Владимира. На сооружение памятника было использовано свыше 1,5 тонн меди.
|  |

## Композиция
Памятник состоит из трех ярусов. Первый (нижний) ярус образуется четырьмя шестифигурными рельефами (всего в первом ярусе 24 фигуры), второй — тремя однофигурными рельефами, на третьем ярусе располагается фигура князя Владимира. От фасадной стороны постамента к смотровой площадке ведет широкая лестница.

### Первый (нижний) ярус
Четыре рельефа нижнего яруса посвящены ратной доблести, жертвенности и мужеству всех защитников Отечества. На грани, обращенной на северо-запад, в центре композиции размещено изображение Спаса Вседержителя, центрального образа в иконографии Христа. Слева от Христа располагается Архангел Михаил, справа — Архангел Гавриил. По бокам от них изображены фигуры основателей Христианской церкви, апостолы Пётр и Павел, в день памяти которых, 12 июля 1943 года, состоялось Прохоровское танковое сражение. На самых краях рельефа находятся фигуры особо почитаемых на Руси святых воинов — Георгия Победоносца и Дмитрия Солунского. Грань, обращённая на северо-восток, несёт изображения воинов и князей, канонизированных Русской православной церковью — святые мученики Меркурий Смоленский, Дамиан, Иоанн Воин, князь Михаил Ярославич Тверской, князь Андрей Смоленский. На третьем рельефе, обращенном на юго-восток, помещены фигуры русских князей, причисленных к лику святых — Александра Невского и Глеба, по бокам от них — Дмитрия Донского, Александра Пересвета, Родиона Осляби и мученика Козьмы. Четвёртый рельеф содержит изображения некоторых особо чтимых на Руси христианских воинов и подвижников — Довмонта Псковского, Андрея Боголюбского, целителя Пантелеймона, воина Феодора Стратилата, мученика князя Бориса, Феодора Тирона.

### Второй ярус
Второй ярус значительно массивнее нижнего. С фасадной части памятника находится первый рельеф второго яруса, который содержит надпись-посвящение «Святому Равноапостольному князю Владимиру», над которой находится изображение креста «Процветшее древо», символизирующее Крещение Руси Владимиром. На трёх других рельефах второго яруса расположены фигуры двух последних русских святых, канонизированных в годы, предшествовавшие революционным событиям: по левую руку от князя Владимира расположен святитель Иоасаф Белгородский, по правую руку преподобный Серафим Саровский. Позади князя Владимира расположена фигура последнего императора Российской империи Николая II, лицом расположенного на юго-восток и смотрящего в сторону Киева.

### Третий ярус и фигура князя Владимира
В третьем ярусе располагается сама фигура князя Владимира, стоящего на лавровом венке. В правой руке князь держит крест, высоко вознося его над головой, тем самым «благословляя землю Русскую и распростершийся у его ног город». Левая рука князя опирается на щит: «тем самым святой как бы обещает свою защиту и покровительство славянским народам, объединенным единым корнем происхождения и веры».

## Памятник в почте и филателии

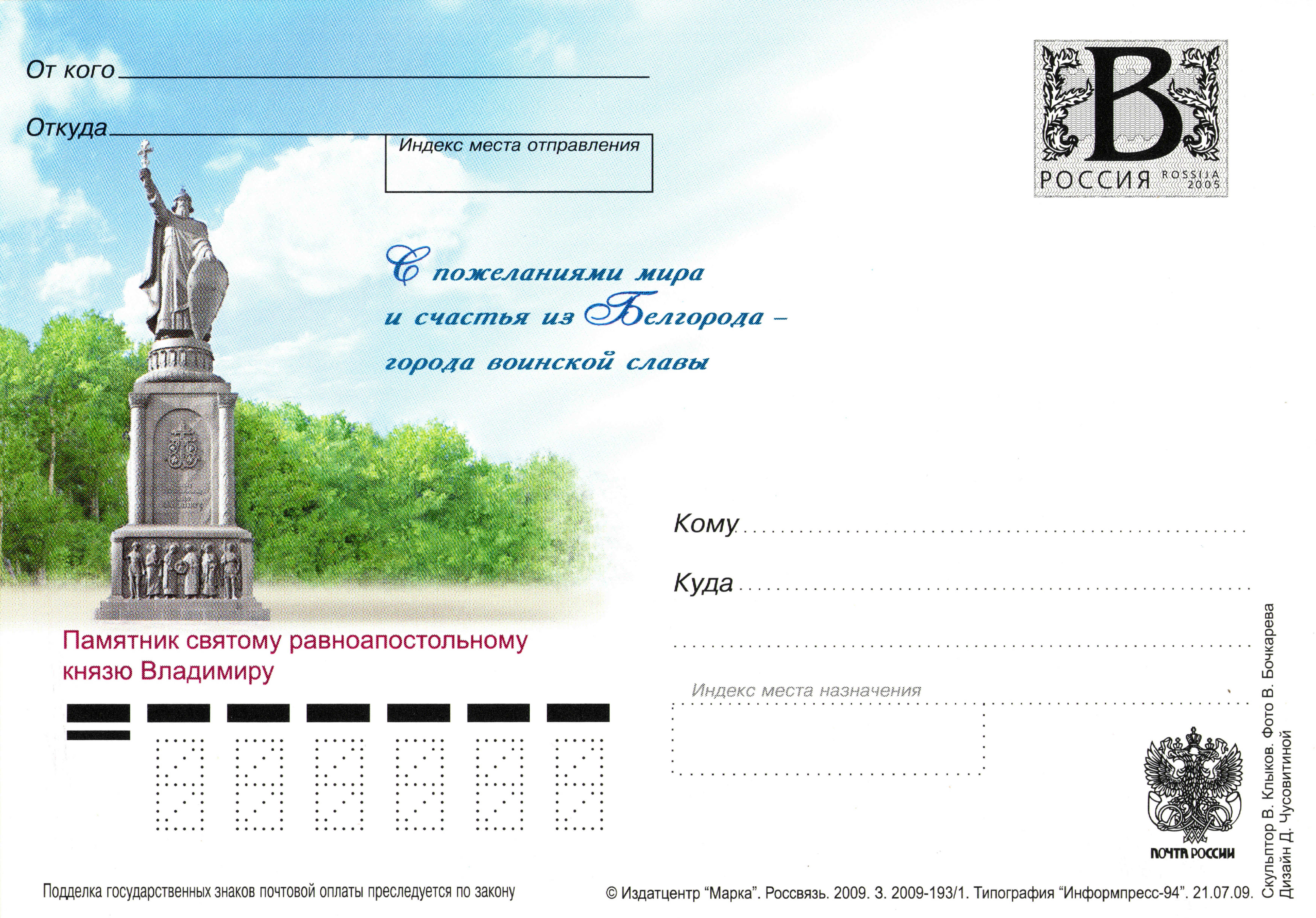
конверт почты России с изображением памятника, вариант 2009 года.

В 2002 году издательско-торговым центром «Марка» для почты России был выпущен почтовый конверт с изображением памятника Князю Владимиру в Белгороде тиражом 150 тысяч экземпляров, а в 2007 году — тиражом 500 тысяч экземпляров.
6 января 2004 года Белгород Почтамт использовал специальное гашение № 6ш-2004, посвященное пятидесятилетию Белгородской области. На спецгашении изображен памятник князю Владимиру в Белгороде. Художник — Л. Михалевский.
6 января 2004 года издательско-торговым центром «Марка» тиражом в 200 тысяч экземпляров выпущена почтовая марка № 904 номиналом пять рублей из серии «Россия. Регионы.». На марке изображен памятник князю Владимиру в Белгороде, памятник защитникам Отечества — звонница, установленная на Прохоровском поле, иллюстрация добычи железной руды в месторождении Курской магнитной аномалии. Художник — С. Сухарев.
28 июля 2009 года издательско-торговым центром «Марка» для почты России тиражом в 10 тысяч экземпляров выпущена карточка с литерой «В» № 172К-2009 с памятника. На карточке написано: «С пожеланиями мира и счастья из Белгорода — города воинской славы». Фотограф — В. Бочкарев. Дизайнер — Д. Чусовитина.

## Галерея

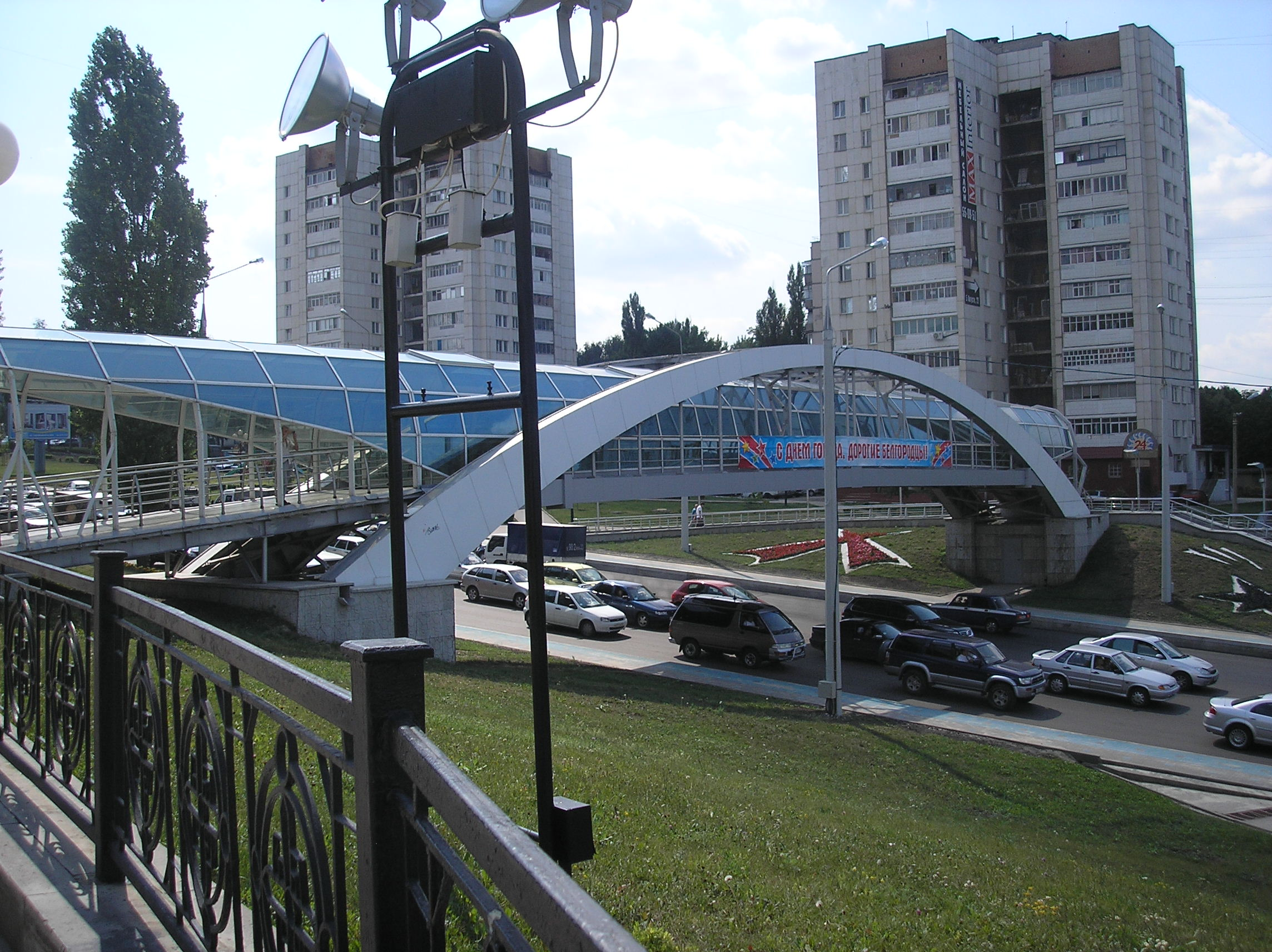
Пешеходный мост через проспект Ватутина, ведущий на смотровую площадку перед памятником
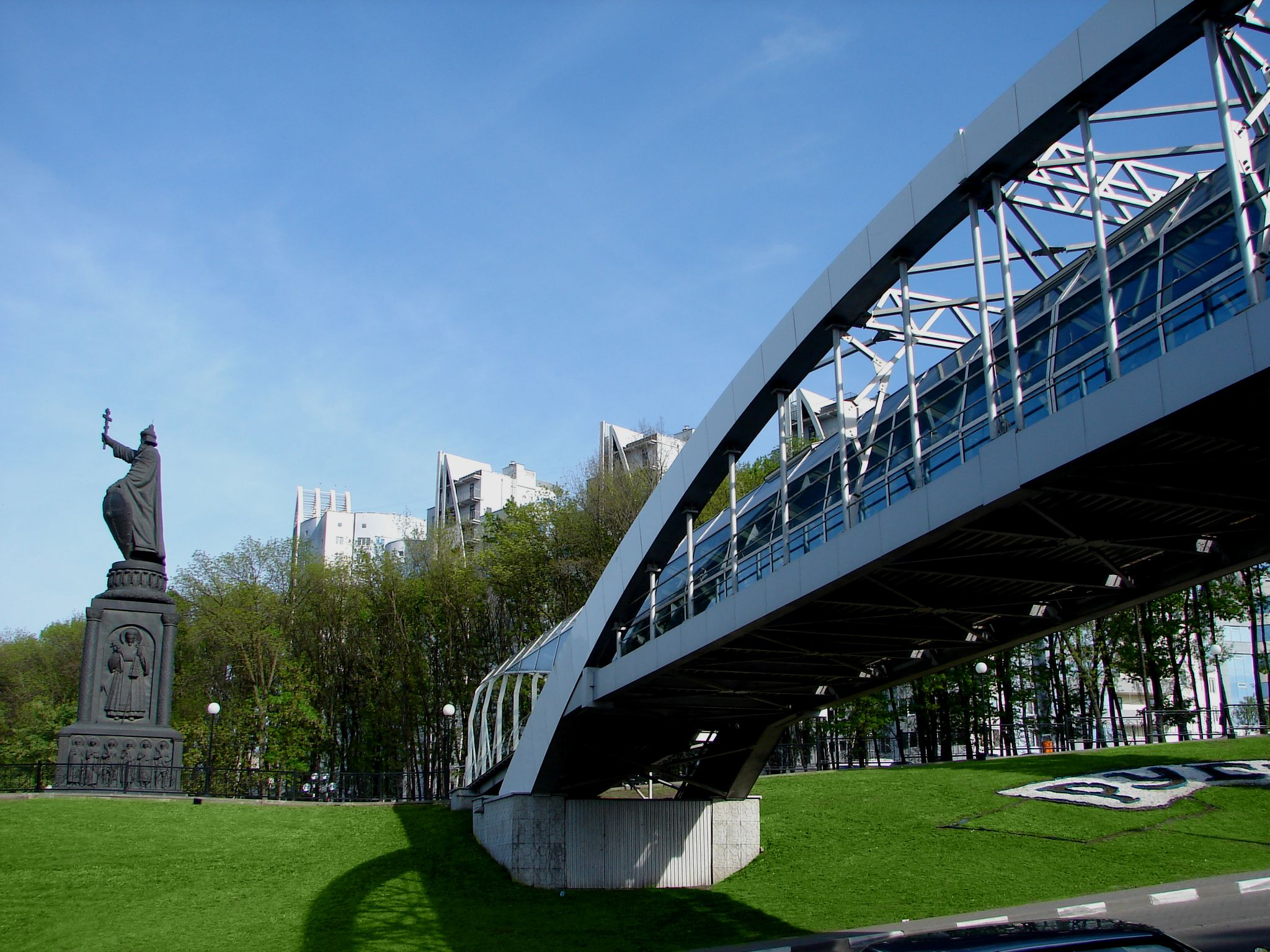
Вид на памятник из-под пешеходного моста через проспект Ватутина
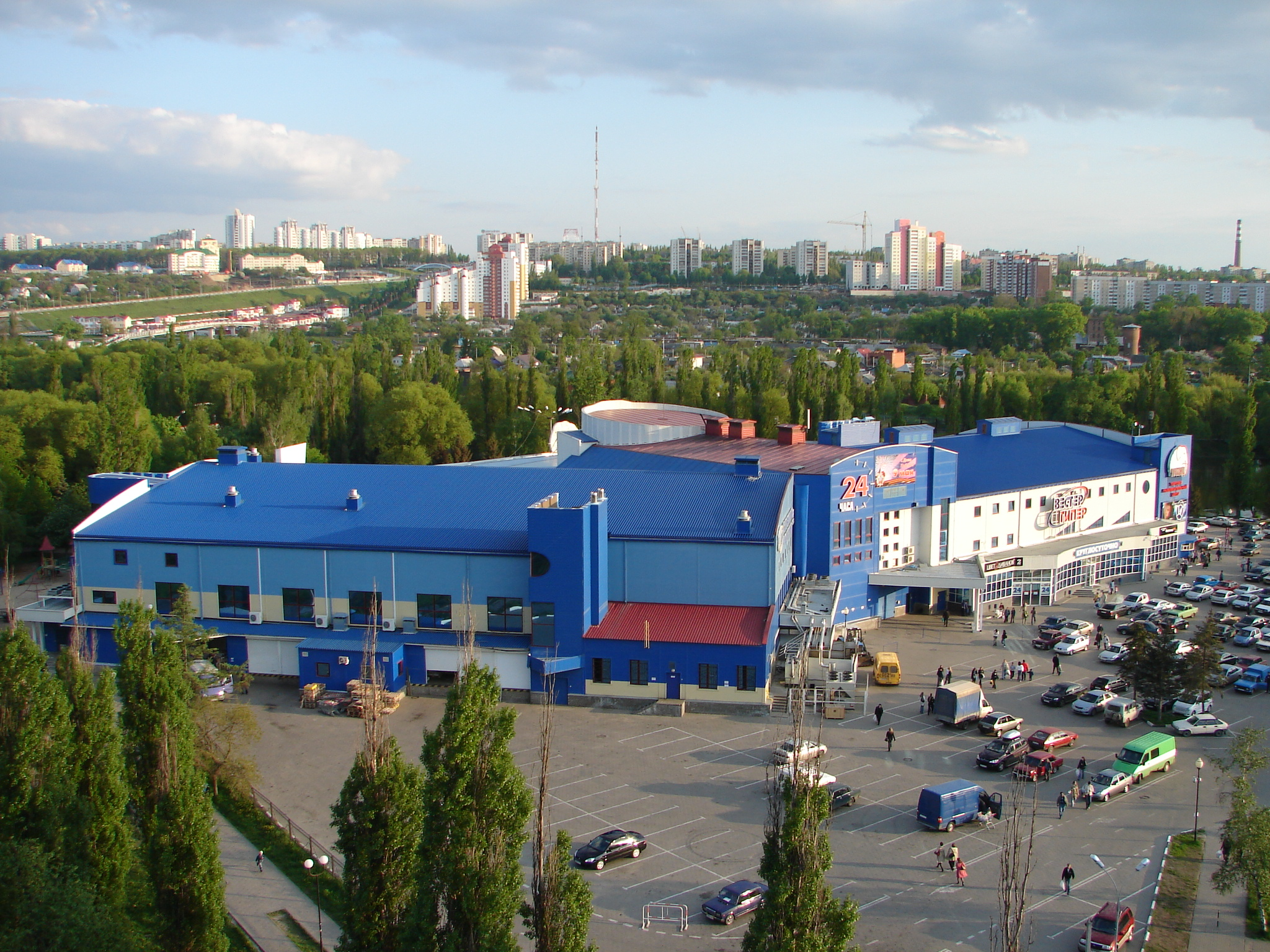
Общий вид Харьковской горы. В левом верхнем углу изображения заметен проспект Ватутина, на дальней стороне которого виднеется памятник Владимиру

## Мероприятия
- 17 мая 2000 года в ходе официальной встречи в Белгороде памятник посетили президенты Российской Федерации, Украины и Белоруссии В. В. Путин, Л. Д. Кучма и А. Г. Лукашенко, а также патриарх Русской православной церкви Алексий II[14].